# Scarlets
Scarlets, anteriorment Lanelli Scarletts és un equip professional de rugbi a 15 gal·lès, de la zona del sud-oest, que participa en la Magners League. El club disputa els seus partits a la ciutat de Lanelli, a l'estadi Park y Scarlets.

## Palmarès
- Magners League:
  - Campió: 2004 (1)

## Jugadors emblemàtics
- Stephen Jones
- Matthew Rees
- Mark Jones